# Portræt af en ung pige (Christus)
 For alternative betydninger, se Portræt af en ung pige. (Se også artikler, som begynder med Portræt af en ung pige)
Portræt af en ung pige er et lille oliemaleri af den tidlige nederlandske maler Petrus Christus. Det blev færdiggjort hen mod enden af hans liv, mellem 1465 og 1470, og hænger i Gemäldegalerie, Berlin. Det markerer et større stilistisk fremskridt i tidens portrætkunst; pigen er sat i en luftig, tredimensionel, realistisk sammenhæng, og stirrer ud mod betragteren med et kompliceret udtryk der er tilbagetrukket og alligevel intelligent og opmærksomt.
Det betragtes generelt som et af de mest udsøgte portrætter fra den nordlige renæssance. Kunsthistorikeren Joel Upton har beskrevet den portrætterede som lignende "en poleret perle, næsten opaliserende, liggende på en pude af sort fløjl." Panelet bygger på værker af Jan van Eyck og Rogier van der Weyden, og var meget indflydelsesrigt i årtierne efter sin færdiggørelser. Dets appeal ligger delvist i hendes fængslende blik, forstærket af en mindre forskydning af hendes øjne, mens øjenbrynene er svagt på skrå.

## Beskrivelse
Christus indrammer sin portrætterede i rigide og balancerede arkitekturelle omgivelser. Hun er placeret i et snævert rektangulært rum, foran et træpanel. Billedet er opdelt af de horisontalt parallelle linjer gennem panelet og hendes bluse, som mødes i den inverterede trekant, der dannes af hendes kjoles halsudskæring. Fremstillingen af baggrunden adskiller sig fra samtidige konventioner indenfor portrætkunst: Christus sætter pigen op mod en mørkebrun væg med få detaljer, i modsætning til det kunstfærdige interiør, der benyttes hos Jan van Eyck, som ofte ses som Christus' mester. Muren sætter hendes i realistiske omgivelser, som måske er tiltænkt at repræsentere et sted i hendes hjem.
Lyset falder på billedrummet fra venstre, og sender skygger langs bagvæggen - heriblandt den største kastet af pigens hennin. Bagvæggens rumdybde giver plads til denne detalje, som Charles Sterling mener kan tilskrives van Eycks indflydelse. Lyset kaster en mudret, men kurvet skygge på væggen bag pigen, og virker som et kontrapunkt til konturen i hendes kind og hårgrænse.
Pigen har bleg hud, mandelformede og let orientalske øjne og en pirrelig mund. Hun reflekterer det gotiske ideal om langstrakte ansigtstræk, snævre skuldre, tæt fastgjort hår og en næsten unaturligt lang pande, der opnås ved stramt tilbagetrukket hår som er blevet plukket i toppen. Hun er klædt i dyrt tøj og smykker og lader til at være usædvanligt elegant. Hun kigger ud af maleriet på en svært læselig, men selvbevidst og gennemborende måde, som nogle kunsthistorikere har beskrevet som foruroligende. Joanna Woods-Marsden bemærker at en portrætteret der på denne måde anerkender sit publikum var nærmest uhørt selv indenfor italiensk portrætkunst. Hendes anerkendelse understreges af maleriets beskæring, der fokuserer beskuerens blik på en næsten-invasiv måde, der virker til at stille spørgsmålstegn ved forholdet mellem kunstner, model, mæcen og beskuer.
Hovedbeklædningen er en variant af den afkortede eller bistade-hennin, der på daværende tidspunkt var moderne ved hoffet i Burgund. Det sorte bånd under hagen ses kun sjældent i andre billeder fra perioden, og er blevet fortolket som en stil lånt fra den mandlige chaperonhat, som altid har en lang hale eller cornette, der somme tider bæres under hagen på denne måde.
Van Eycks indflydelse kan ses i den delikate fremstilling af vævning og detaljer i kjole og smykker. Hendes blege hud og stærke knoglestruktur minder meget om van Eycks stil, som den ses hos den mandlige portrætterede i dennes maleri Arnolfinis bryllup. Men på andre måder bryder Christus med den udvikling van Eyck Robert Campin havde gjort. Han reducerer disse kunstneres fokus på volumen, til fordel for en forlængelse af form; den snævre, lille krop og hoved er, ifølge kunsthistoriker Robert Suckale, forstærket af halsudskæringens V-form og den cylindriske hat. Derudover bryder Christus også med den første generation af tidlig nederlandsk malerkunst, der havde gavn af den nye middelklasses mæcenat, og dermed kunne sekularisere portrætter og gøre det til noget, der ikke kun var forbeholdt kongelige - i modsætning hertil fremstiller Christus pigen som aristokratisk, hovmodig, sofistikeret og smukt påklædt.

## Den portrætteredes identitet
I et brev dateret til 1824 eller 1825 forsøgte Gustav Waagen, den senere direktør for Berlinmuseerne, at fortolke den latininskription han havde set på portrættets oprindelige ramme, der efterfølgende var gået tabt. Udover Christus' signatur fandt han en identifikation af den portrætterede som "en niece af de berømte Talbot'er" (eine Nichte des berühmten Talbots). Hans forskning førte til en konsensus om at den portrætterede var et medlem af den fornemme engelske familie Talbot, hvis overhoved på daværende tidspunkt var jarlen af Shrewsbury. I 1863 foreslog George Scharf at panelet kunne være tiltænkt at være højre vinge i et diptykon med Portræt af Edward Grimston (eller "Grymston") fra 1446 i National Gallery, London, hvilket ført til spekulation om at pigen kunne være Grimstons første kone, Alice. Dette blev afvist af Grete Ring i 1913, på basis af at hverken panelernes baggrunde eller dimensioner passer sammen, og at Berlin-panelet øjensynligt først blev færdiggjort 20-30 år efter Grimston-portrættet.
Joel Upton, der støttede Waagens analyse, undersøgte hvorvidt den "berømte Talbot" var John Talbot, 1. jarl af Shrewsbury, der blev dræbt i slaget ved Castillon i 1453. John Talbot havde dog kun en niece, Ankaret, som led vuggedøden i 1421. Lorne Campbell foreslår at Waagen i den latinske signatur måske kan have misforstået ordet "nepos", der også kan betyde "barnebarn". Upton konkluderer at det er mere sandsynligt at hun var en datter af John Talbot, 2. jarl af Shrewsbury, enten Anne eller Margaret. Deres forældre giftede sig mellem 1444 og 1445, hvilket antyder at den portrætterede ville være mindre end 20 år gammel da portrættet blev lavet. Hun kan være rejst til Brugge for at deltage i det famøst overdådige bryllup mellem Margaret af York, Edvard 4.s søster, og hertugen af Burgund, Karl den Dristige i 1468.

## Herkomst
De tidligste eksisterende optegnelser om maleriet er en optegnelse i 1492 af Medicifamiliens inventar, hvor det beskrives som en lille panelbuste af en fransk dame, farvet i olie, et værk af Pietro Cresci af Brugges. Ud fra andre værker i samlingen ser det dog ud til at skrivere var uinformeret og nedskrev alle nordlige kunstværker i samlingen som "franske". Det blev højt værdsat, med en usædvanligt høj pris på 40 floriner, og tydeligt fremvist. Optegnelsen angiver ikke pigens identitet udover hendes nationalitet, hvilket indikerer at maleriet mere blev set som en del af en æstetik end en historisk interesse.
i det 20. århundrede var Erwin Panofsky central i arbejdet med at fremme Christus' omdømme som en stor 1400-tals nordlig kunstmaler, og beskrev værket som et "fortryllende, næsten fransk-udseende portræt", og hentydede dermed muligvis til ligheden med Jean Fouquets Melun-diptykon. Sterling fortsætter i dette spor, og bemærker de mange ligheder mellem de to kvinder, heriblandt det stramt tilbagetrukne hår, de høje kindben, skæve øjne og gnavne udtryk.
Portrættet blev opkøbt i 1821, som en del af et preussisk opkøb af Edward Solly-samlingen, og blev dermed en del af den kongelige preussiske samling, hvorfra det dengang nyoprettede Gemäldegalerie i Berlin, måtte vælge sine udstillingsværker. Det blev i 1825 verificeret som værende en original af Christus da Waagen på den (nu tabte) ramme identificerede bogstaverne "PETR XPI" som forkortelse for "Petrus Christophori", som han forbandt med den "Pietro Christa", der var blevet nævnt af Giorgio Vasari i 1568-udgaven af hans "Berømte renaissancekunstneres levned". På denne måde identificerede Waagen også Christus' såkaldte Sankt Eligius-panel, der nu hænger i Metropolitan Museum of Art, New York, og markerede malerens genopdagelse efter flere århundredes glemsel.
Før denne verificering var en række af hans malerier blevet tilskrevet Jan van Eyck, men blev tilskrevet Christus efter Waagen etablerede ham som en særskilt mester. Christus vides at have underskrevet seks eksisterende værker, nogle gange med teksten "PETR XPI ME FECIT" (Petr Xpi skabte mig). Over det næste århundrede blev der konstrueret skitser over Christus' biografi, mens kunsthistorikere – særligt Panofsky – langsomt udredte hans værker fra van Eycks.

## Datering
Maleriet blev i 1930'erne dateret til omkring 1446 af Wolfgang Schöne, hovedsageligt ved at sammenligne hendes stil og mode med samtidige trends. I starten af det 20. århundrede blev der stillet spørgsmål ved datering og ophavsret til flere værker, der dengang blev tilskrevet Christus. Max Friedländer foreslog en række datoer og indordninger af værker i hans Early Netherlandish painting i 1957, men mange af hans påstande blev afvist af Otto Pächt blot få år senere.
I 1953 fastslog Erwin Panofsky at Schönes datering var mindst tyve år for tidlig. I hans øjne mindede pigens kjole om burgundisk mode i tiden fra slutningen af 1460'erne til midten af 1470'erne. Han sammenlignede med den hennin, der blev båret af Maria Portinari i et portræt af Hans Memling fra ca 1470, og med den kjole, der blev båret af en kvinde i en illumination fra omkring 1470'erne, Froissart af Louis af Gruuthuse af Brugges. Sterling, som placerer værket omkring 1465, bemærker at den hennin, der bæres i Berlinpanelet, er en anden type end den i New York-panelet. New York-hovedpåklædningen er langt mere udvidet, og lader til at være del af en stil der blev udbredt nogle få år senere. Sterling bemærker yderligere at panelet har en øget skarphedsdybde og mere indviklet detaljering af lys end Christus' tidligere værker. På dette grundlag mener han at værket blev udført sent i kunstnerens karriere.

### Yderligere læsning
- Geronimus, Dennis. Piero Di Cosimo: Visions Beautiful and Strange. Yale University Press, 2006. ISBN 0-300-10911-3